# Гостинцово
Гостинцово (укр. Гостинцеве) — село в Мостисской городской общине Яворовского района Львовской области Украины.
Население по переписи 2001 года составляло 955 человек. Занимает площадь 1,824 км². Почтовый индекс — 81332. Телефонный код — 3234.

## История
В 1946 году указом ПВС УССР село Ляшки-Гостинцевы переименовано в Гостинцово.
В селе расположен исторический памятник — Церковь Собора Пресвятой Богородицы Самборско-Дрогобычской епархии Украинской Греко-Католической Церкви, год постройки 1659.